# Felsőtömös

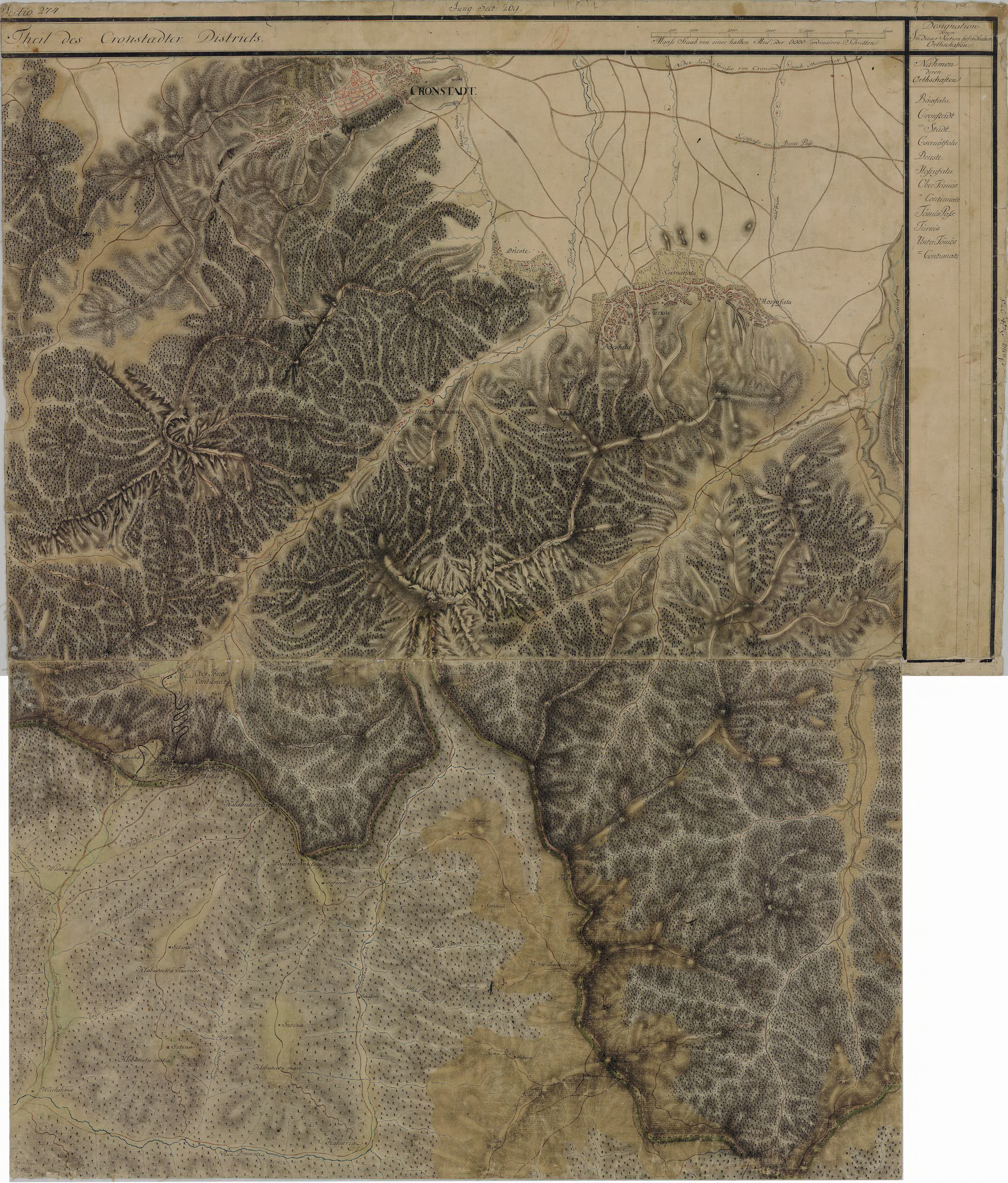
Felsőtömös egy régi térképen

Felsőtömös románul: Timișu de Sus, falu Romániában, Erdélyben, Brassó megyében.

## Fekvése
Predeáltól északra fekvő település.

## Története
Felsőtömös, Tömös nevét 1854-ben említette először oklevél Felső-Tömös, Ober-Tömösch, Timisul de Sus néven. Későbbi névváltozatai: 1888-ban Felső-Tömös (Ober-Tömös, Timisiu de susu), telep, 1913-ban Felsőtömös.
Felsőtömös 1857 és 1956 között Brassó (mun. Braşov) része volt. 1956-ban a várost alkotó településként adatai Predeálhoz voltak számítva.

## Nevezetességek
- Görögkeleti ortodox fatemploma
- A település határában középkorból való vár maradványait tárták fel.